# 加泰罗尼亚政府宫
加泰罗尼亚政府宫是西班牙加泰罗尼亚自治区首府巴塞罗那的一座历史建筑，加泰罗尼亚政府设于此。这是欧洲少数兴建于中世纪、同時至今仍在使用的政府建筑之一，并且仍是最初的机构在使用。
加泰罗尼亚政府宫位于巴塞罗那的旧城区，主立面面对着圣若梅广场，与巴塞罗那市政厅相对。
1400年购买了第一座建筑。1596年，Pere Blai 设计了目前的主立面在圣若梅广场，为文艺复兴风格。这是加泰罗尼亚第一个这种建筑风格的大型立面。
加泰罗尼亚政府宫历经了许多历史和政治灾难而幸存了下来，是加泰罗尼亚最有价值的标志之一，与议会宫（Palau del Parlament）同为加泰罗尼亚的民主堡垒。

## 图片

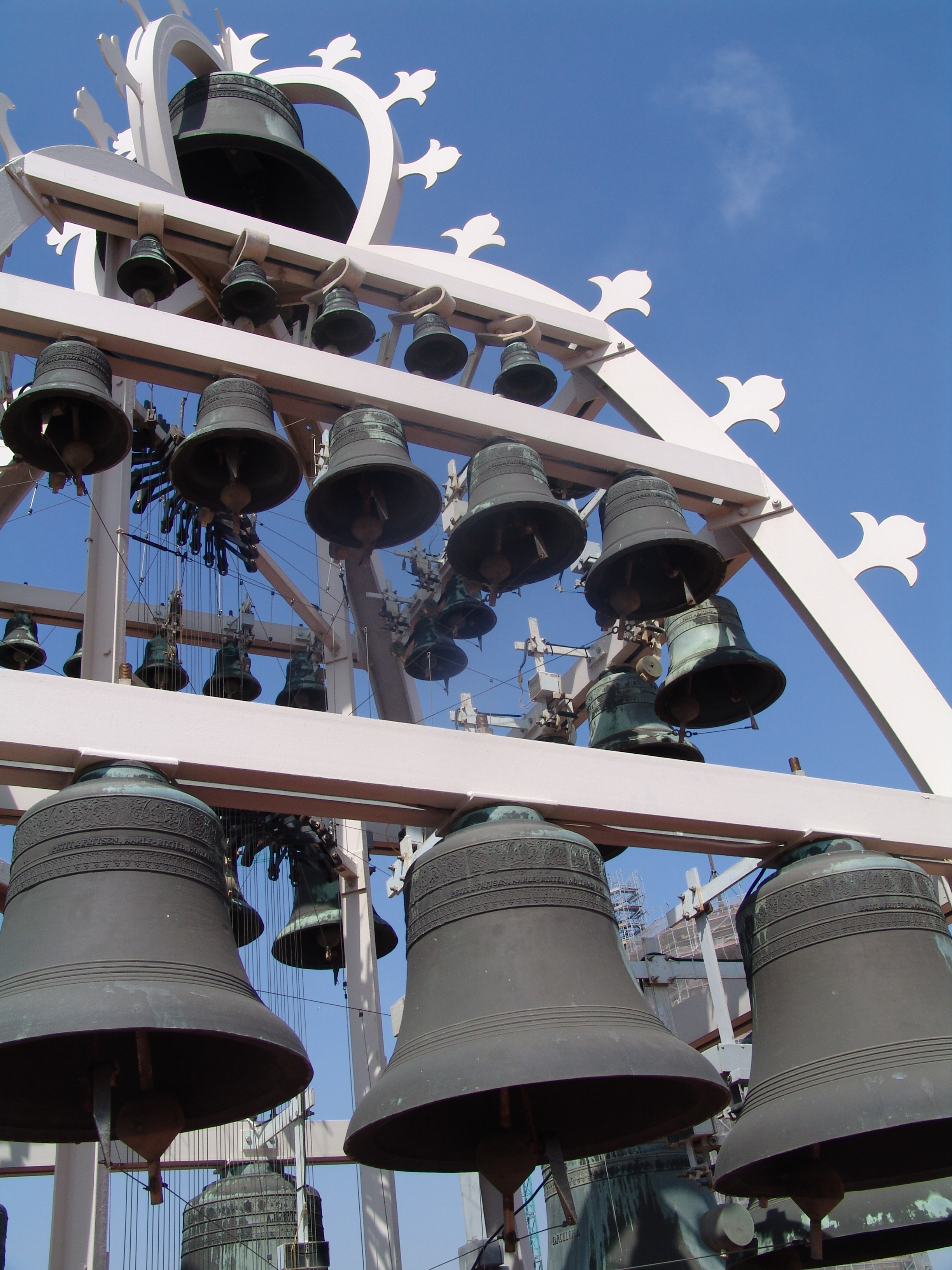
Carilló
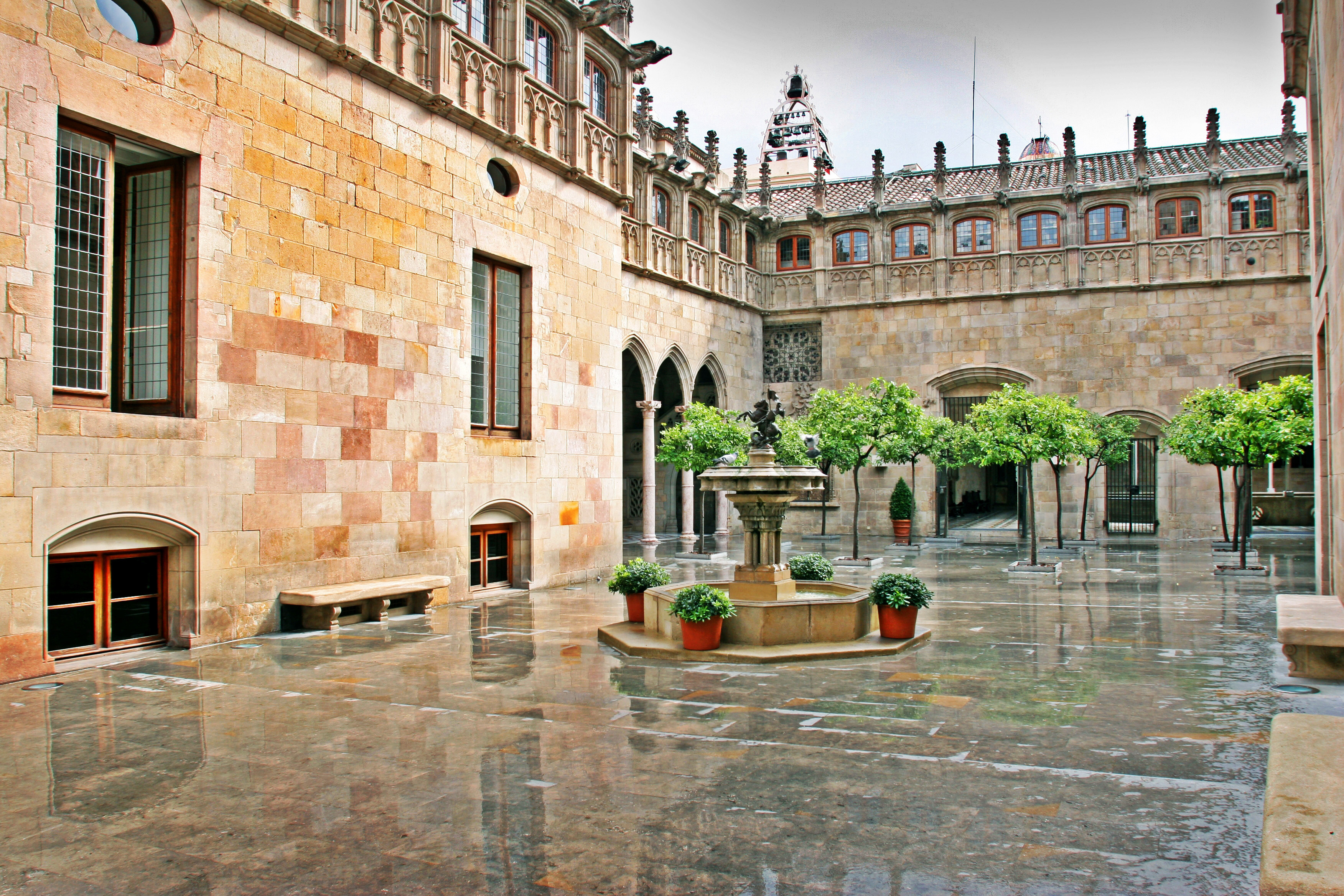
Pati dels Tarongers
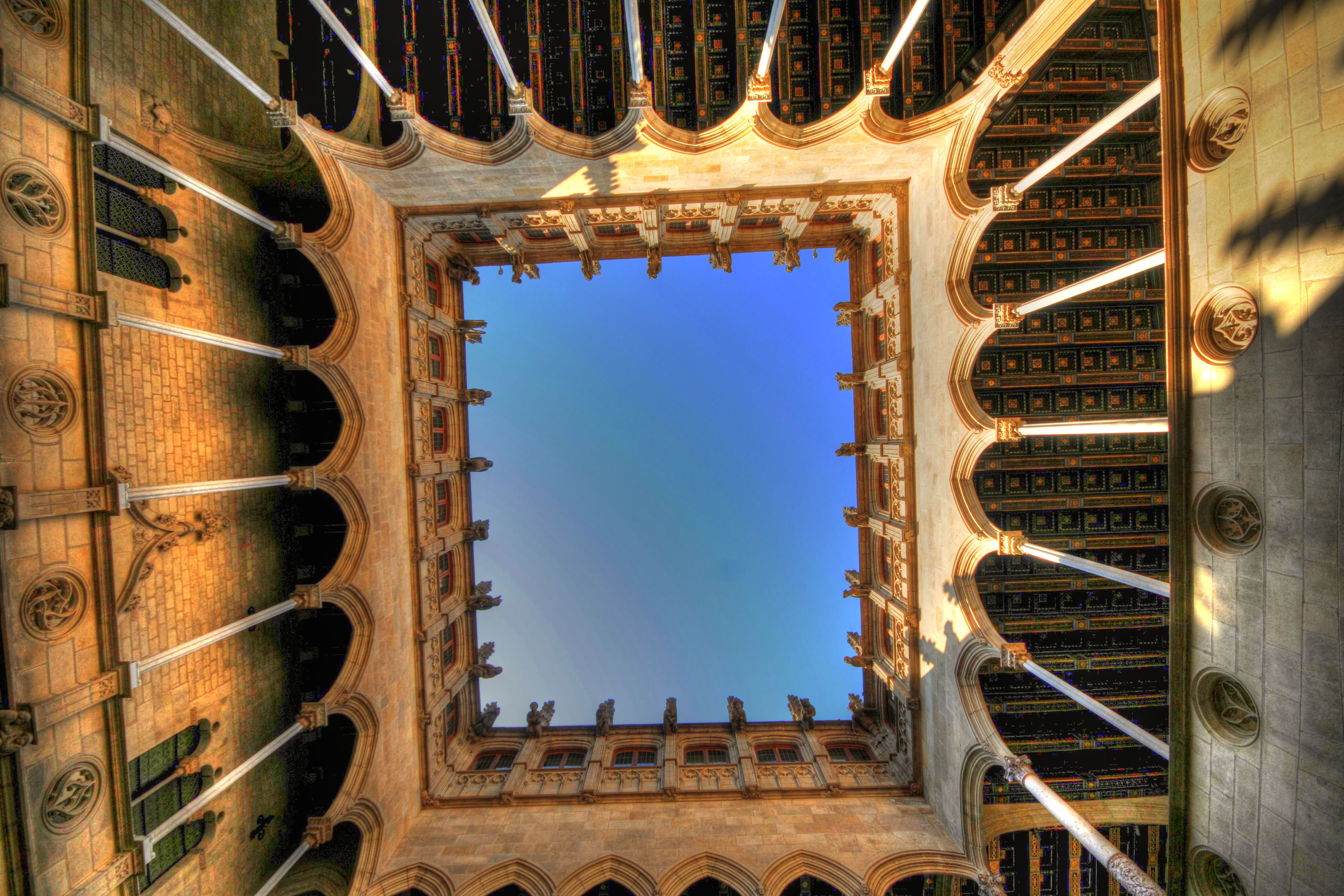
Patio
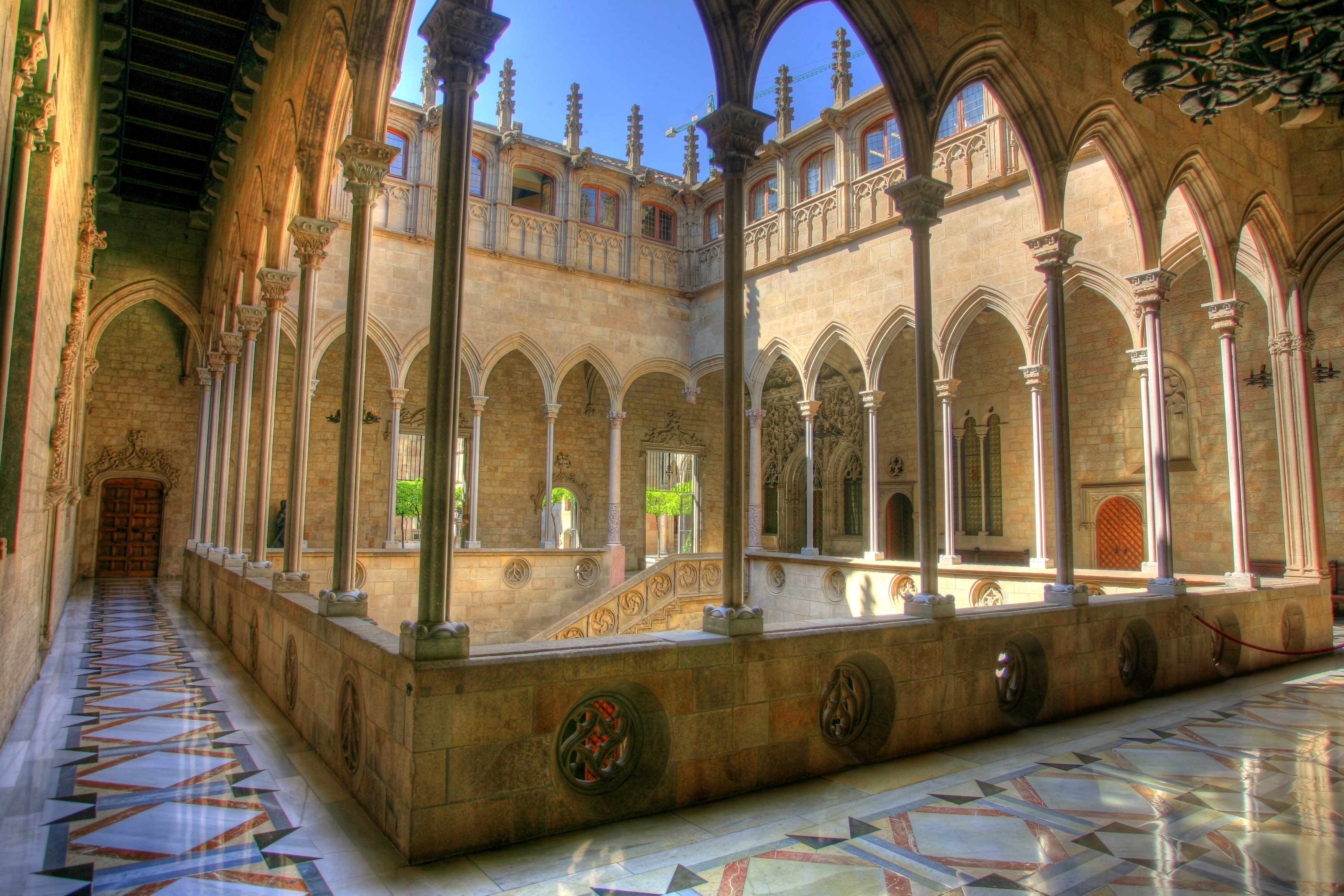
Palau
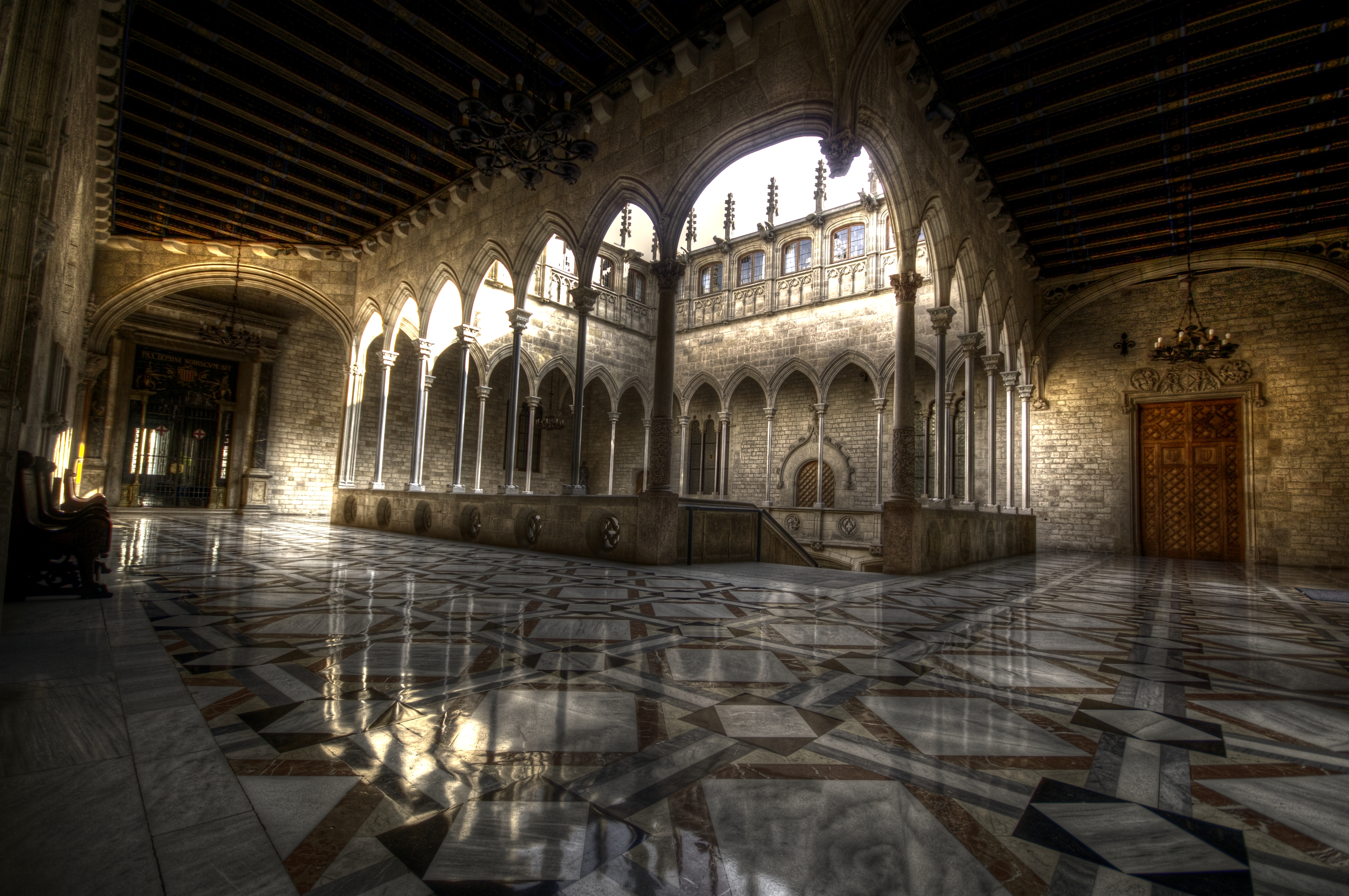
Main view
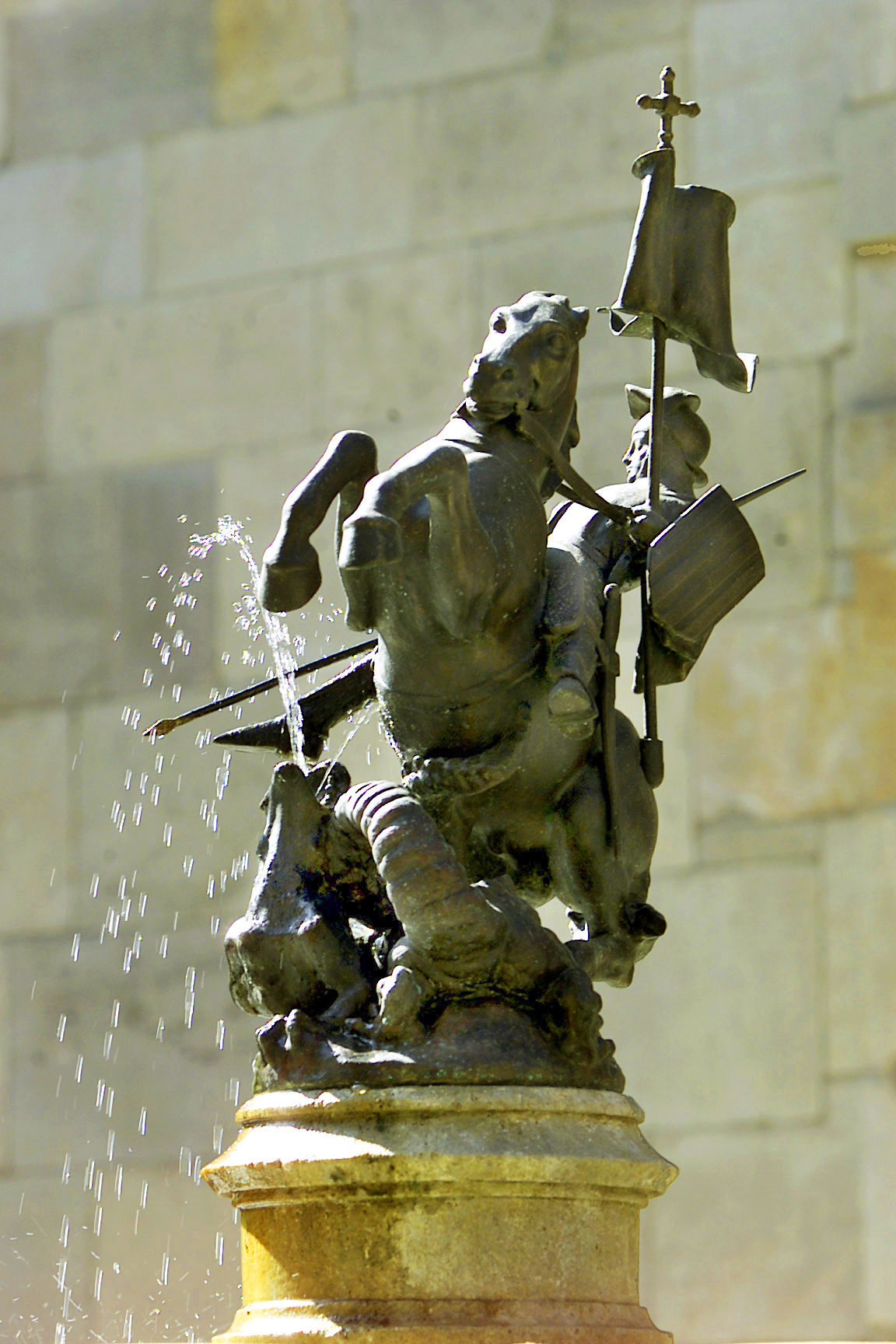
Saint George
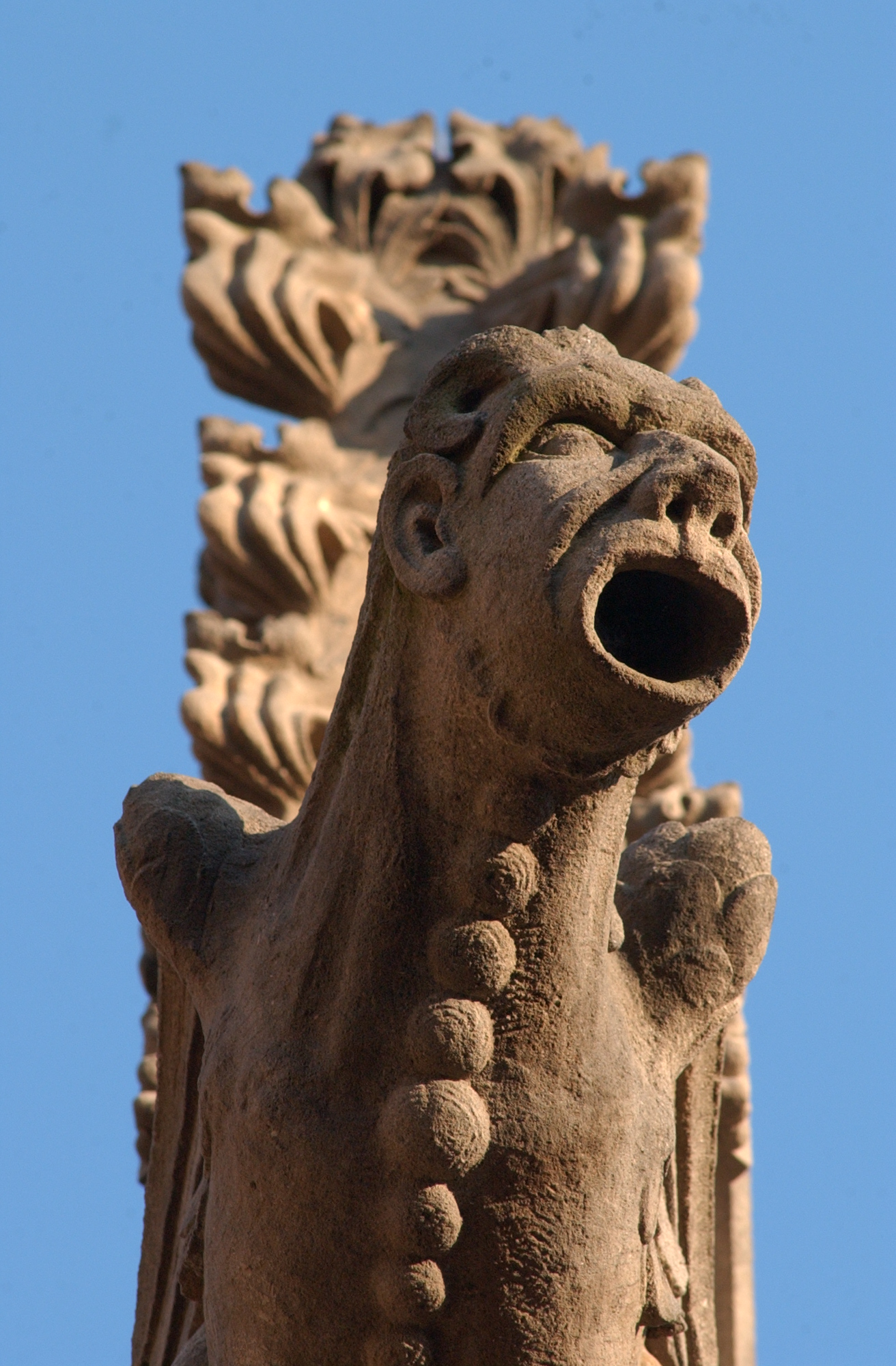
Gargoile